# Ruslan Dedukh
Ruslan Richardovych Dedukh (in ucraino Руслан Річардович Дедух?, traslitterazione anglosassone: Ruslan Richardovych Dedukh; Černihiv, 13 aprile 1998) è un calciatore ucraino, Attaccante o ala dell'Livyj Bereh.

## Carriera
Ruslan ha iniziato a giocare nelle giovanili dello Junist Černihiv per poi poi si è trasferito al Vorskla Poltava U-19 nella stagione 2015-16, dove ha giocato 19 partite. Nel 2016 gioca anche per la squadra del Lviv, per il Kaluš e nel 2019 passa al FK Černihiv squadra della sua città natale in Druha Liha. Nel 2021 gioca anche per Hirnyk-Sport e per il Nyva Ternopil' in Perša Liha. Nel dicembre 2022 il suo contratto è stato rescisso di comune accordo. Nel febbraio 2023, Livyj Bereh ha mostrato interesse per il giocatore poi concretizzato in trasferimento. Nel 2024 gioca la prima partita in Prem"jer-liha e segna il suo primo goal nella massima serie contro Veres Rivne allo Stadio Avanhard.

## Statistiche

### Presenze e reti nei club
Statistiche aggiornate al 9 maggio 2025.
| Stagione        | Squadra         | Campionato      | Campionato | Campionato | Coppe nazionali | Coppe nazionali | Coppe nazionali | Coppe continentali | Coppe continentali | Coppe continentali | Altre coppe | Altre coppe | Altre coppe | Totale | Totale |
| Stagione        | Squadra         | Comp            | Pres       | Reti       | Comp            | Pres            | Reti            | Comp               | Pres               | Reti               | Comp        | Pres        | Reti        | Pres   | Reti   |
| --------------- | --------------- | --------------- | ---------- | ---------- | --------------- | --------------- | --------------- | ------------------ | ------------------ | ------------------ | ----------- | ----------- | ----------- | ------ | ------ |
| 2018-2019       | Kaluš           | DL              | 12         | 1          | CU              | 3               | 0               |                    | -                  | -                  |             | -           | -           | 15     | 1      |
| 2018-2019       | Nyva Ternopil'  | DL              | 10         | 2          | CU              | 0               | 0               |                    | -                  | -                  |             | -           | -           | 10     | 2      |
| 2019-2020       | Nyva Ternopil'  | DL              | 15         | 1          | KU              | 0               | 0               |                    | -                  | -                  |             | -           | -           | 15     | 1      |
| 2020-2021       | Černihiv        | DL              | 6          | 0          | CU              | -               | -               |                    | -                  | -                  |             | -           | -           | 6      | 0      |
| 2020-2021       | Hirnyk-Sport    | PL              | 16         | 1          | CU              | 0               | 0               |                    | -                  | -                  |             | -           | -           | 16     | 1      |
| 2021-2022       | Nyva Ternopil'  | PL              | 18         | 1          | CU              | 2               | 0               |                    | -                  | -                  |             | -           | -           | 20     | 1      |
| 2022-2023       | Nyva Ternopil'  | PL              | 11         | 1          | KU              | 0               | 0               |                    | -                  | -                  |             | -           | -           | 11     | 1      |
| 2023-2024       | Livyj Bereh     | PL              | 27         | 5          | CU              | 2               | 0               |                    | -                  | -                  |             | -           | -           | 29     | 5      |
| 2024-2025       | Livyj Bereh     | PL              | 25         | 3          | KU              | 1               | 0               |                    | -                  | -                  |             | 2           | 0           | 28     | 3      |
| Totale carriera | Totale carriera | Totale carriera | 142        | 15         |                 | 8               | 0               |                    | -                  | -                  |             | 2           | 0           | 150    | 15     |

## Palmarès

### Club

#### Competizioni nazionali
- Druha Liha

Nyva Ternopil: 2019-2020